# Mancomunidad Lago de Sanabria
La mancomunidad denominada "Mancomunidad Lago de Sanabria" es una agrupación voluntaria de municipios para la gestión en común de determinados servicios de competencia municipal, creada por varios municipios en la provincia de Zamora, de la comunidad autónoma de Castilla y León, España.
Tiene personalidad jurídica propia, además de la consideración de entidad local. Engloba una población de casi 5.000 habitantes diseminados en diferentes núcleos de población de la comarca de Sanabria.

## Municipios integrados
La mancomunidad Lago de Sanabria está formada por los siguientes municipios: Cobreros, Galende, Pedralba de la Pradería y Requejo.

## Sede
Sus órganos de gobierno y administración tienen su sede en la localidad de Requejo.

## Fines
La mancomunidad, conforme a sus estatutos sociales, tiene reconocidos los siguientes fines:
- Recogida, transporte, vertido y tratamiento de residuos sólidos urbanos.
- Protección del medio ambiente.
- Protección de la salubridad pública.
- Participación en la gestión de la atención primaria de la salud.
- Servicios sociales y de promoción y reinserción social.
- Ordenación, gestión, ejecución y disciplina urbanística.
- Pavimentación de vías públicas urbanas.
- Conservación de caminos rurales.
- Creación, mantenimiento y conservación de instalaciones y redes de suministro, evacuación, cloración y tratamiento de aguas.
- Creación, mantenimiento y conservación de alumbrado público.
- Asistencia técnica, jurídica y administrativa.
- Recaudación de recursos económicos.
- Fomento del turismo y creación de las correspondientes infraestructuras.
- Fomento del sector agrícola, ganadero y forestal.
- Promoción Fomento y desarrollo de la cultura y deporte.
- Participación en Programas de Desarrollo Rural.

A iniciativa de cualquiera de los municipios mancomunados o de la Asamblea de Concejales de la Mancomunidad, las competencias de la
misma podrán extenderse a otros fines determinados de los comprendidos en la legislación de Régimen Local como competencia municipal, siempre que ello no suponga la asunción de la totalidad de las competencias de los municipios mancomunados, de conformidad con lo establecido en el artículo 29.1 de la Ley 1/1998, de 4 de junio, de Régimen Local de Castilla y León.

## Estructura orgánica
El gobierno, administración y representación de la Mancomunidad corresponde a los siguientes órganos: Asamblea de Concejales, Consejo Directivo, Presidente y Vicepresidente.